# تالمو الیویرا
تالمو الیویرا (انگلیسی: Talmo Oliveira) عضو سابق تیم ملی والیبال برزیل که در المپیک ۱۹۹۲ به مدال طلا دست یافت.